# Adelson e Salvini
Adelson e Salvini (Adelson och Salvini) är en italiensk opera (opera semiseria) i tre akter med musik av Vincenzo Bellini och libretto av Andrea Leone Tottola efter François Thomas Marie de Baculard d'Arnauds roman Les Épreuves du sentiment (1772-80)

## Historia
Operan var Bellinis examensuppgift som musikstuderande vid Neapels Musikkonservatorium och uppfördes av de manliga studenterna. Det ledde senare till att han fick beställning på nästa opera, Bianca e Fernando. Utöver en viss påverkan från Rossini röjer Adelson e Salvini också Bellinis talang för melodier och klanger. Operan hade talad dialog istället för recitativ och den komiska rollen Bonifacio talade neapolitansk dialekt. Arian "Dopo l'oscuro nembo" var Bellini så nöjd med att han fem år senare återanvände den som den var i operan I Capuleti e i Montecchi. Operan hade premiär 12 eller 13 februari 1825 på Musikkonservatoriet i Neapel. Mellan 1826 och 1828 reviderade Bellini verket med en professionell premiär i åtanke, men därav blev aldrig något.

## Personer
- Nelly (sopran)
- Fanny (kontraalt)
- Madame Rivers (kontraalt)
- Lord Adelson (baryton)
- Salvini, Adelsons vän (tenor)
- Struley (bas)
- Bonifacio, Salvinis tjänare (bas)
- Geronio (bas)

## Handling
Irland, 1600-talet.
Målaren Salvini blir förälskad i vännen Adelsons fästmö Nelly. Hennes farbror Struley är en bitter fiende till Adelson sedan denna bannlyst honom från Irland för politiska smädelser. Nu återvänder farbrodern förklädd och planerar att använda sig av Salvinis passion för att komma åt Adelson. Men Salvini genomskådar hans plan och lurar honom. Operan slutar med att Adelson gifter sig med Nelly medan Salvini åker tillbaka till Italien. Inom ett år kommer han dock återvända för att gifta sig med den unga Fanny.